# علي كرتي
علي أحمد علي كرتي (27 أكتوبر 1953 -) هو وزير الخارجية السوداني السابق. ورئيس الحالي للتيار الإسلامي العريض.

## حياته ونشأته
علي أحمد علي كرتي ، ولد في قرية أبو طليح منطقة حجر العسل في ولاية نهر النيل في أكتوبر عام 1953، درس بمدرسة حجر العسل الابتدائية/ بانقا الوسطى / شندى العليا / جامعة الخرطوم كليه القانون1979، حصل على البكالوريوس في القانون من جامعة الخرطوم عام 1979 بعد أن قضى وقتا طويلاً مع الإسلاميين في الجامعة، وعمل بالمحاماة في بداية الأمر متزوج وله ثلاث زوجات.

## مسيرته

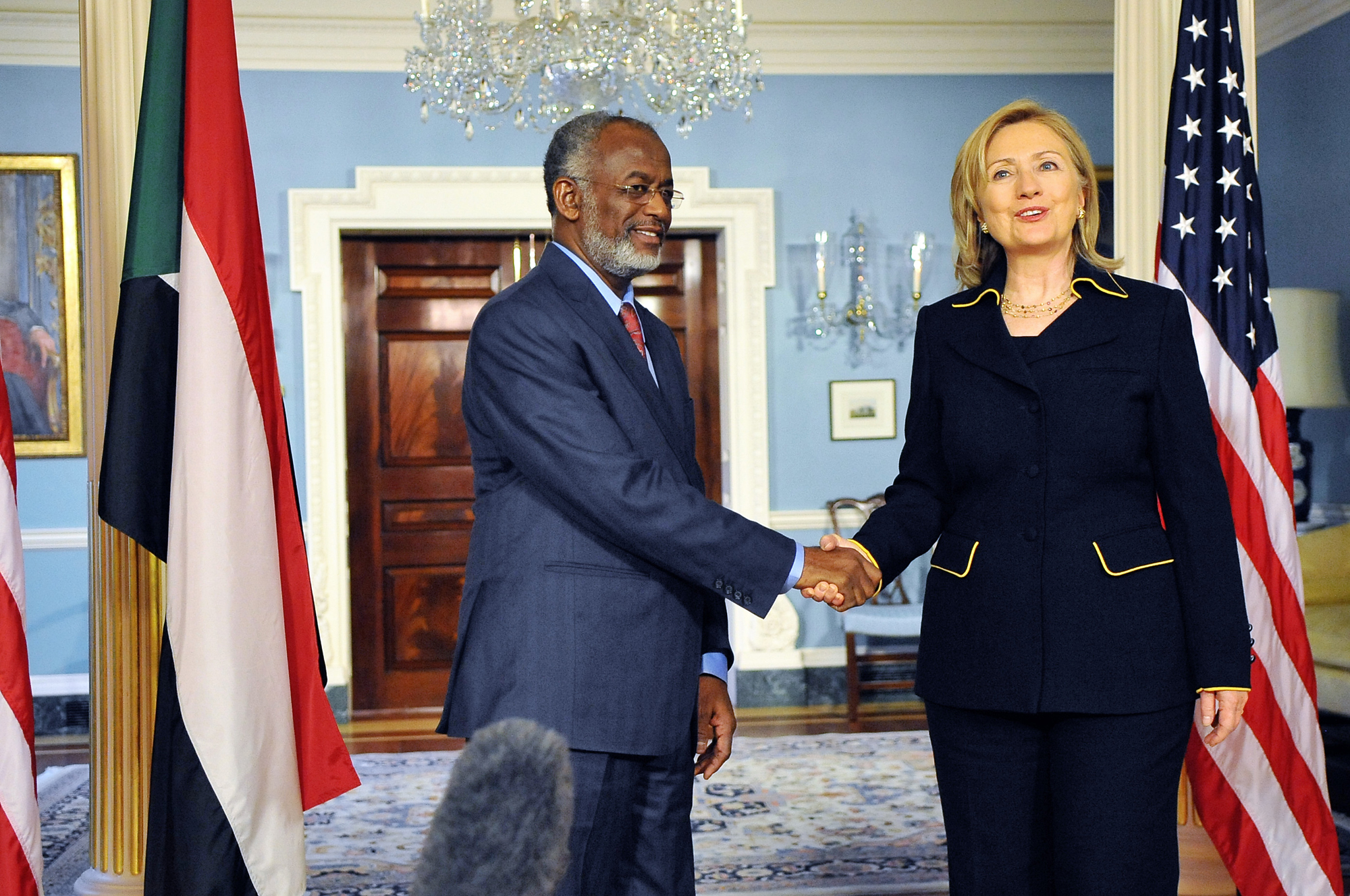
مباحثات سودانية امريكية

أشرف على قوات الدفاع الشعبي، وكان قائدا لها، شغل عدة مناصب قبل أن يعين وزيراً للخارجية، كان منسق للدفاع الشعبي ثم وزير دولة بوزارة العدل، ووزير الدولة بوزارة الخارجية، ومن ثم وزيرا للخارجية وفي سبتمبر 2023، فرضت الولايات المتحدة عقوبات على علي كرتي، المتهم بتقويض جهود السلام في السودان.